# Sierra Mixteca

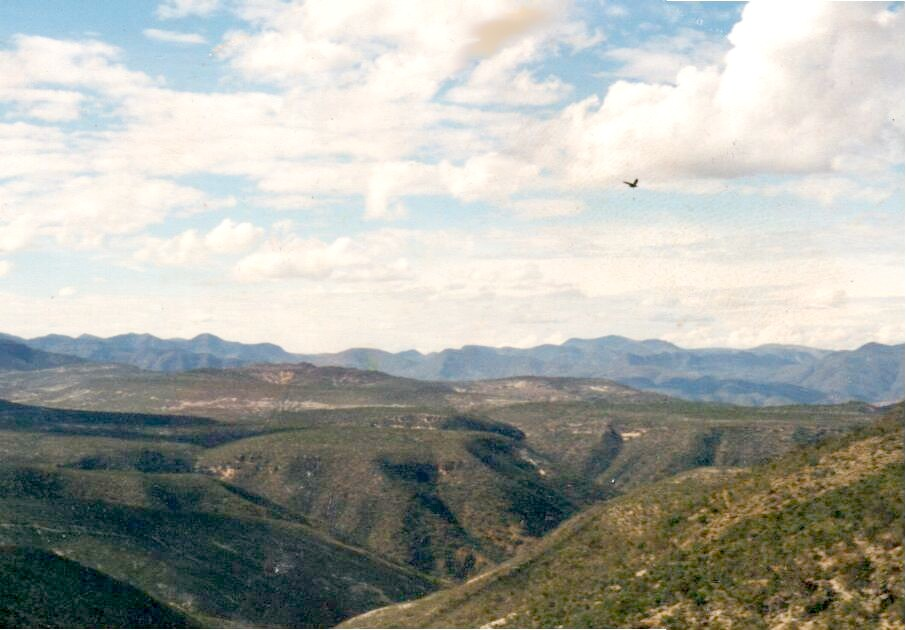
La sierra Mixteca, cerca de Monte Verde, en el estado de Oaxaca.

La sierra Mixteca, conocida también como Nudo o Escudo Mixteco es una zona montañosa localizada entre los estados de Puebla y Oaxaca, en el sureste de México, es también el nombre de su pico más alto, localizado cerca de la localidad de San Jose Monteverde, en el Municipio de Santa Maria Nativitas, Distrito de Coixtlahuaca, en el noroeste de Oaxaca.
Se trata de una de las regiones geológicas de mayor antigüedad en el territorio mexicano. En ella confluyen la Sierra Madre Oriental, el Eje Neovolcánico y la Sierra Madre del Sur.
Durante la emergencia de la primera y la última de estas cadenas montañosas, el Escudo Mixteco fue objeto de un fuerte proceso de erosión  y afallamiento muy pronunciado que ocasionó el cambio de los cursos altos de los ríos Balsas, Lerma y Papaloapan. 
Durante ese proceso geológico, que incluyó una intensa actividad volcánica, los ríos que nacían en el Escudo Mixteco tallaron numerosos cañones de gran profundidad, que complicaron aún más su relieve. 
Uno de los valles más importantes, nacidos de la actividad geológica en la zona, es el valle de Tehuacán, localizado en el sureste del estado de Puebla. 
Sus pobladores indígenas son mayoritariamente mixtecos y nahuas, dedicados a la agricultura de subsistencia